# Flabelliphilus
Flabelliphilus is een geslacht van eenoogkreeftjes uit de familie van de Clausiidae. 
De wetenschappelijke naam van het geslacht is voor het eerst geldig gepubliceerd in 1962 door Bresciani & Lützen.

## Soorten
- Flabelliphilus inersus Bresciani & Lützen, 1962